# Hetaerina brightwelli
Hetaerina brightwelli là loài chuồn chuồn trong họ Calopterygidae. Loài này được Kirby mô tả khoa học đầu tiên năm 1823.